# Die versunkene Stadt Z
Die versunkene Stadt Z (Originaltitel The Lost City of Z) ist ein Abenteuerfilm von James Gray, der am 15. Oktober 2016 als Abschlussfilm beim New York Film Festival seine Premiere feierte. Die versunkene Stadt Z erzählt die Geschichte des Entdeckers Percy Fawcett.

## Handlung
Als die Londoner Royal Geographical Society im Jahre 1906 gebeten wird, in einer Grenzstreitigkeit zwischen Brasilien und Bolivien zu vermitteln, entsendet sie den international erfahrenen und kartografisch ausgebildeten Offizier Percival Harrison Fawcett. Zur Ermittlung des korrekten Grenzverlaufs soll er die unerforschte Region kartografieren.
Mit seinem Assistenten Henry Costin und einer kleinen Truppe angeheuerter Helfer kann Fawcett seinen Auftrag erfolgreich bewältigen. Auf dieser mehrjährigen Expedition erhält er Hinweise auf eine untergegangene Zivilisation und findet einige Keramikstücke und andere Artefakte, die er damit in Zusammenhang bringt.
Zurück in London wird er als Entdecker gefeiert und es gelingt ihm, eine eigene Expedition zu organisieren, um die von ihm „Z“ genannte Stadt zu finden. Doch der mitreisende Finanzier der Unternehmung ist den Strapazen nicht gewachsen und verliert im Dschungel den Verstand, so dass diese Expedition letztendlich scheitert.
Inzwischen bricht in Europa der Erste Weltkrieg aus und Fawcett kehrt in den aktiven Militärdienst zurück. Nach dem Krieg lebt er zurückgezogen mit seiner Familie, bis er von amerikanischen Journalisten kontaktiert wird. Ein Konsortium von Zeitungsverlagen finanziert im Jahre 1925 eine weitere Expedition, auf der er von seinem inzwischen erwachsenen Sohn begleitet wird.
Tief in den Dschungel vorgestoßen, geraten sie zwischen die Fronten einer kriegerischen Auseinandersetzung zwischen Eingeborenen und werden von der siegreichen Kriegspartei verschleppt und bei einer nächtlichen Zeremonie unter Drogen gesetzt. Danach verliert sich ihre Spur.

## Historische Grundlage
Der Film basiert auf David Granns gleichnamigem Sachbuch aus dem Jahr 2009 über den echten Percy Fawcett. Der britische Aristokratensohn, hochdekorierte Soldat, Geograf, Weltreisende und Hobbyanthropologe unternahm zu Beginn des 20. Jahrhunderts als Abgesandter des Empire einige Expeditionen in das bis dahin unerforschte Amazonas-Gebiet, um dort eine untergegangene Zivilisation in der von ihm benannten Stadt „Z“ zu finden. Von seiner letzten Reise im Jahr 1925 zum Rio Xingu, die er gemeinsam mit seinem älteren Sohn unternahm, kehrte er nicht zurück, und sein Schicksal ist bis heute ungeklärt. Fawcett war mit Schriftstellern wie Rudyard Kipling, Arthur Conan Doyle und H. Rider Haggard befreundet.
Zu Beginn des 21. Jahrhunderts entdeckte der Archäologe Michael Heckenberger am Oberlauf des Rio Xingu Hinweise auf untergegangene Städte. Es handelt sich dabei im Wesentlichen um ein ausgedehntes geradliniges Straßennetz in Verbindung mit Gräben und kreisförmigen Geländestrukturen. Heckenberger selbst spricht von „Gartenstädten“. In dem Gebiet von 250 km Durchmesser könnten seinen Schätzungen zufolge vor Ankunft der Europäer bis zu 50.000 Menschen gelebt haben. Die Datierung gilt jedoch als unsicher. Die Entdeckung dieser Strukturen war der Anlass für Granns Buch. Auch im Abspann des Films werden diese Funde in Verbindung gebracht mit der von Fawcett postulierten Stadt Z.
Der Film verkürzt die wahre Geschichte Fawcetts erheblich, sowohl zeitlich als auch räumlich. Fawcett hat wesentlich mehr Expeditionen nach Südamerika unternommen als im Film dargestellt. Auch verortet er die Spuren von „Z“ im Untersuchungsgebiet seiner ersten Reise, dem bolivianisch-brasilianischen Grenzgebiet, wo er im Film Tonscherben findet. Tatsächlich vermutete Fawcett die verborgene Stadt sehr viel weiter südlich am Rio Xingu, wohin ihn auch seine letzte Reise führte.

## Produktion
Regie führte James Gray.

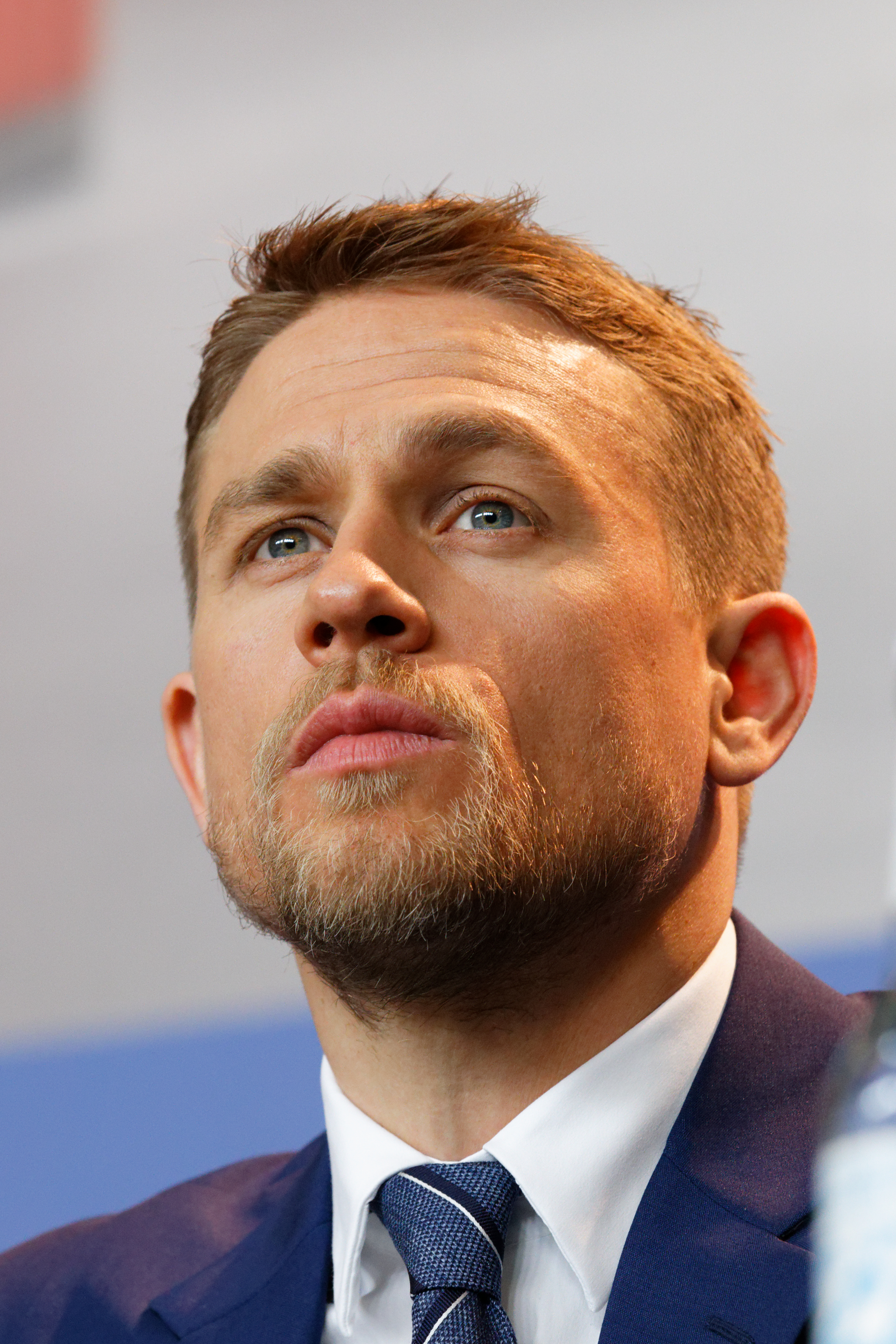
Charlie Hunnam übernahm im Film die Rolle von Percy Fawcett

Dem Projekt gingen zahlreiche Castings voraus, betreffend der männlichen Hauptrolle. Zuerst war Brad Pitt als Colonel Percy Fawcett vorgesehen. Er sollte dabei auch Aufgaben für seine Film-Produktionsfirma Plan B Entertainment in dem Film übernehmen. Letztendlich war er als Executive Producer am Film beteiligt. Tom Holland spielt im Film Jack Fawcett, Charlie Hunnam übernahm die Rolle von Percy Fawcett, Robert Pattinson spielt Henry Costin und Sienna Miller übernahm die Rolle der Nina Fawcett. In der deutschen Synchronisation wird Jack Fawcett von Christian Zeiger gesprochen, Björn Schalla synchronisierte Percy Fawcett, Johannes Raspe Henry Costin und Luise Helm Nina Fawcett.
Die Dreharbeiten wurden am 19. August 2015 in Belfast begonnen, wo man unter anderem am Methodist College, im Wissenschaftspark und im Rathaus drehte. Am 28. August 2015 drehte man in Greyabbey Village und in Strangford Lough in Nordirland und am 2. September 2015 im Craigavon House in East Belfast. Später im September 2015 wurden die Dreharbeiten in der Sierra Nevada de Santa Marta und am Rio Don Diego in Kolumbien fortgesetzt.
Die Filmmusik wurde von Christopher Spelman komponiert, der bereits die Musik zu Grays Film The Immigrant aus dem Jahr 2013 schuf. Für die Filmmusik wurden zudem klassische Musikstücke von Igor Strawinsky, Maurice Ravel, Johann Strauß Sohn, Wolfgang Amadeus Mozart, Giuseppe Verdi, Ludwig van Beethoven, Johann Sebastian Bach und einer Reihe weiterer Komponisten verwendet. Der Soundtrack zum Film umfasst 17 Musikstücke.
Der Film feierte am 15. Oktober 2016 beim New York Film Festival seine Premiere und wurde ab 14. Februar 2017 im Rahmen der Berlinale vorgestellt. Am 30. März 2017 kam der Film in die deutschen und am 14. April 2017 in ausgewählte US-amerikanische Kinos.

## Rezeption

### Altersfreigabe
In Deutschland ist der Film FSK 12. In der Freigabebegründung heißt es: „Es gibt mehrere Spannungsmomente (Kämpfe mit Eingeborenen; eine Begegnung mit Kannibalen; Szenen aus dem Ersten Weltkrieg), die aber kurz gehalten sind; vereinzelte Gewaltmomente werden nicht ausgespielt. Insbesondere im Kontext der ruhigen Gesamterzählung entfalten diese Szenen keine überfordernde Wirkung auf Kinder ab 12 Jahren. Zudem erleichtert der historische Spielort es Kindern ab 12 Jahren, eine emotionale Distanz von den Geschehnissen zu wahren. Ängstigungen oder anderweitige Beeinträchtigungen lassen sich ausschließen.“

### Kritiken

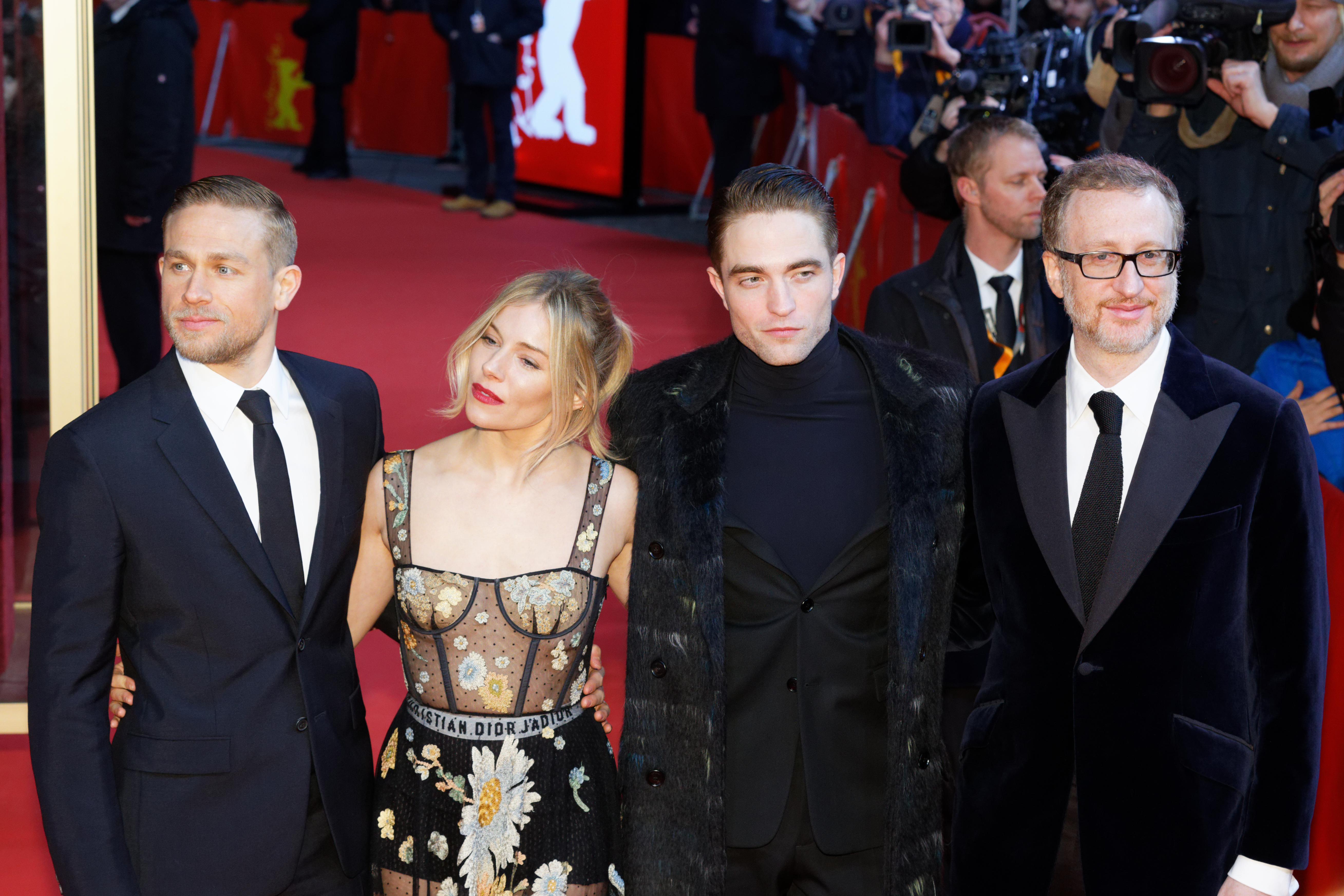
Charlie Hunnam, Sienna Miller, Robert Pattinson und Regisseur James Gray bei der Berlinale 2017

Der Film konnte bislang 86 Prozent der Kritiker bei Rotten Tomatoes überzeugen.
Philipp Stadelmaier von der Süddeutschen Zeitung sagt, was James Gray aus Fawcetts lebenslanger Suche gemacht habe, sei wunderschön: „Egal, ob im englischen Wäldchen oder im brasilianischen Dschungel: Die Äste und Blätter umranken die Einstellungen wie Zierrat, wie eine Garnitur, die das Bild für den Blick des Zuschauers ‚anrichtet‘. Außerdem erzählt der Film, der ganz anachronistisch auf echtem Filmmaterial und nicht digital gedreht wurde, nicht nur von der Rückkehr an einen verborgenen Ort, sondern auch von einer Rückkehr zum alten Kino.“ Neben vielen klassischen Hollywood-Abenteuerfilmen denke man vor allem an Francis Ford Coppolas Apocalypse Now und an die Abenteuer, die Klaus Kinski als Konquistador und Opernhausbauer in Werner Herzogs Dschungelritten Aguirre und Fitzcarraldo erlebte, so Stadelmaier.

### Einspielergebnis
In den USA konnte der Film bislang 8,5 Millionen US-Dollar einspielen. Den Produktionskosten von rund 30 Millionen US-Dollar stehen bislang weltweite Einnahmen aus Kinovorführungen von rund 19,2 Millionen US-Dollar gegenüber.

### Auszeichnungen
Cleveland International Film Festival 2017
- Nominierung als Bester US-amerikanischer Independentfilm (James Gray)

IndieWire Critics Poll 2016
- Nominierung für den ICP Award – Most Anticipated of 2017 (10. Platz)

International Cinephile Society Awards 2017
- Auszeichnung mit dem ICS Award als Bester im Jahr 2016 veröffentlichter Film

London Critics’ Circle Film Awards 2018
- Nominierung in der Kategorie Young British/Irish Performer of the Year (Tom Holland, auch für Spider-Man: Homecoming)
- Nominierung in der Kategorie Technical Achievement of the Year (Kamera von Darius Khondji)[10]